# Dalewice
Dalewice – wieś w Polsce, położona w województwie małopolskim, w powiecie proszowickim, w gminie Koniusza.
W latach 1975–1998 wieś administracyjnie należała do województwa krakowskiego.

## Integralne części wsi
| SIMC    | Nazwa      | Rodzaj    |
| ------- | ---------- | --------- |
| 0322927 | Bykowiec   | część wsi |
| 0322933 | Studzienki | część wsi |
| 0322940 | Zabagnie   | część wsi |

## Historia i opis wsi
Przez wieś przepływa rzeka Ścieklec, będąca lewym dopływem Szreniawy.
W XIV wieku wieś należała do Gniewosza z Dalewic.
W XIV/XV wieku włość Strzegomitów. W roku 1414 zakupiona za 1200 grzywien przez Jagiełłę od Gniewosza z Dalewic i nadana katedrze krakowskiej. W II połowie XV wieku część Dalewic posiadał Rafał Ryterski z Błogocic. 
Wzniesiona we wsi kaplica drewniana, spłonęła w 1565. W 1652 roku cieśla Krzysztof Posnewski wybudował nową, również drewnianą, która istnieje do dziś. Wnętrze ozdobione jest polichromią późnorenesansową, ołtarze barokowe, chór murowany późnobarokowy.
W 1784 majątek ziemski Dalowice posiadał Wojciech Mieroszowski.
Dalewice leżą na trasie kościuszkowskiej – w roku 1794 przechodziły przez wieś wojska polskie dowodzone przez Tadeusza Kościuszkę, kierując się w stronę Racławic, gdzie 4 kwietnia 1794 doszło do słynnej bitwy pod Racławicami.
W czasie okupacji niemieckiej, w miejscowym dworze, w 1944 roku znajdował się niemiecki Stützpunkt. Współwłaścicielami dworu byli Marian i Aniela Starosta. Do Dalewic Niemcy przybyli 6 sierpnia 1944 roku. Mieszkańcy Dalewic i okolic byli zmuszeni do kopania niemieckich okopów oraz  rowów przeciwczołgowych o szerokości i głębokości 6 metrów, o długości kilku kilometrów. Za odmowę ich kopania, jesienią 1944 roku zastrzelono Katarzynę i Jana Herodów, małżeństwo Świadków Jehowy z Racławic.

## Zabytki
Obiekty wpisane do rejestru zabytków nieruchomych województwa małopolskiego.
- Kaplica pw. Nawiedzenia i Zwiastowania NPM, otoczenie, drzewostan.
Kaplica z XVII wieku z późnorenesansową polichromią ścienną.
- Zespół podworski: ruina dworu, park.
Zespół z XVIII wieku wraz z aleją i parkiem, którego pozostałościami są rosnące gdzieniegdzie narcyzy, oraz konwalie. Na terenie parku są dwa bagna – dawniej stawy rybne.